# Hermann Rauschning
Hermann Rauschning (ur. 7 sierpnia 1887 w Toruniu, zm. 8 lutego 1982 w Portland, USA) – muzykolog, polityk niemiecki, prezydent Senatu Wolnego Miasta Gdańska.

## Życiorys
Po I wojnie światowej był aktywnym działaczem mniejszości niemieckiej w Wielkopolsce. W 1926 roku przeprowadził się na Żuławy oraz przyjął obywatelstwo gdańskie. Należał do Niemieckiej Partii Ludowej. W 1932 roku wstąpił do Narodowosocjalistycznej Niemieckiej Partii Robotników (NSDAP) i po wygraniu przez tę partię wyborów w 1933 roku został wybrany do Senatu Wolnego Miasta. Od 1933 roku do listopada 1934 roku piastował funkcję prezydenta Senatu, trzeciego w historii tego urzędu.
Był zwolennikiem porozumienia z Polską oraz uregulowania problemu traktowania ludności polskiej w Wolnym Mieście. Doprowadził do zawarcia wielu umów gdańsko-polskich, w tym do umowy z Polską w sprawie wykorzystywania portu gdańskiego. Zaproponował też ujednolicenie systemów gospodarczych, założył też Gdańskie Towarzystwo Studiów nad Polską.
Takie poglądy i obrany kurs na poprawę stosunków z Polską przyczyniły się do konfliktu z partią nazistowską, a nawet z opozycyjnymi niemieckimi partiami socjalistycznymi. Konfrontacja z gauleiterem gdańskiego NSDAP Albertem Forsterem bezpośrednio przyczyniła się do jego dymisji w 1934 roku.
W 1936 roku wyjechał z Wolnego Miasta do Polski, potem przez Francję i Wielką Brytanię dostał się do Stanów Zjednoczonych (1940 r.).
Jest autorem (1939 r.) książki Rewolucja nihilizmu. Kulisy i rzeczywistość w Trzeciej Rzeszy, w której krytycznie odnosi się do nazizmu. Rozgłos przyniosły mu także wydane w 1940 roku Rozmowy z Hitlerem.
Po 1945 roku podejmował nieudane próby zaistnienia na scenie politycznej. Zmarł w Portland w stanie Oregon.

## Poglądy
Rauschning był zwolennikiem realizmu politycznego. Opowiadał się za polityką opartą na umiarkowaniu, odpowiedzialności i doraźnym reagowaniu na rzeczywistość, przeciwstawiając ją ideologicznym konstrukcjom oderwanym od realnych potrzeb społecznych. Gdy uświadomił sobie katastrofalne położenie położenie Niemiec po przejęciu władzy przez Hitlera, zaczął radykalnie krytykować ustrój polityczny państwa. W jego ocenie, naziści prowadzili politykę na sposób rewolucyjny i nihilistyczny, nie licząc się ze środkami, jakie stosują oraz aktualną sytuacją wewnętrzną oraz międzynarodową. 
Rauschning przeciwstawiał swój „realizm sensu stricto”, oparty na pragmatycznej analizie interesów wspólnoty i pokojowej współpracy między państwami, „realizmowi narodowosocjalistycznemu”, który podporządkowywał środki polityczne abstrakcyjnym, utopijnym celom, ignorując konsekwencje społeczne i międzynarodowe.
Choć nie odrzucał ideologii całkowicie, traktował ją jedynie jako narzędzie analityczne. W jego przekonaniu nadmierne wpływy ideologiczne prowadziły do irracjonalności i dehumanizacji polityki. W Rewolucji nihilizmu stwierdził ponadto, iż gwałtowne tempo zmian całkowicie odbiera polityce niemieckiej znamiona stałości, która jest fundamentem budowania sprawnego państwa. Krytykował nazistowską politykę za zemstę jako motyw działania, instrumentalne traktowanie historii, dominację siły oraz nihilizm moralny i polityczny. Odrzucał również wszelkie rewolucyjne tendencje jako zagrożenie dla stabilności społecznej i politycznej. 
Postulował odejście od ustroju nazistowskiego poprzez jego konfrontację z grupami politycznymi, kategorycznie sprzeciwiał się podporządkowywaniu kolejnych grup konserwatywnych zwierzchnictwu NSDAP twierdząc, że rewolucyjne siły zawsze zdominują wszelkie środowiska polityczne.
Realizm Rauschninga miał charakter defensywny — jego celem była obrona istniejącego ładu przed destrukcyjnym wpływem narodowego socjalizmu. Ostatecznie Rauschning uznał, że system nazistowski jest nie do utrzymania i sprzeczny z podstawowymi wartościami europejskiej cywilizacji. Jego refleksje miały posłużyć jako podstawa do odbudowy Niemiec po upadku reżimu.

## Twórczość
- Musikgeschichte Danzigs, Dissertation, Universität Berlin, Berlin 1911;
- Geschichte der Musik und Musikpflege in Danzig, Danziger Vlgsges. Rosenberg, Danzig 1931;
- Die Entdeutschung Westpreußens und Posens. Zehn Jahre polnische Politik, Berlin 1930;
- Die Revolution des Nihilismus. Kulisse und Wirklichkeit im Dritten Reich, Europa Verlag, Zürich/New York 1938;
- Hitler Speaks. A Series of Political Conversations with Adolf Hitler on his Real Aims, Thornton Butterworth, London 1939;
- Gespräche mit Hitler, Europa Verlag, Zürich und New York 1940;
- Make and Break with Hitler, Secker & Warburg, London 1941;
- The Beast from the Abyss, William Heinemann, London 1941;
- The redemption of democracy: The coming Atlantic empire, Literary Guild of America, New York 1941;
- The Conservative Revolution, Putnam’s Sons, New York 1941;
- Men of Chaos, Putnam’s Sons, New York 1942;
- Die Zeit des Deliriums, Zürich, Amstutz Verlag, Herdeg & Co 1947;
- Deutschland zwischen West und Ost, Christian-Verlag, Berlin, Hamburg, Stuttgart 1950;
- Ist Friede noch möglich? Die Verantwortung der Macht, Vowinckel-Verlag, Heidelberg 1953;
- Masken und Metamorphosen des Nihilismus – Der Nihilismus des XX. Jahrhunderts, Humboldt-Verlag, Frankfurt am Main / Wien 1954;
- ... mitten ins Herz: über eine Politik ohne Angst (mit H. Fleig, M. Boveri, J.A. v. Rantzau), Karl H. Henssel Verlag, Berlin 1954;
- Die deutsche Einheit und der Weltfriede, Holsten, Hamburg 1955;
- Ruf über die Schwelle. Betrachtungen, Katzmann Verlag, Tübingen, 1955;
- Der saure Weg, Käthe Vogt Verlag, Berlin 1958;
- Mut zu einer neuen Politik, Käthe Vogt Verlag, Berlin 1959.